# Arthur Hugenschmidt
Pour les articles homonymes, voir Hugenschmidt.
Arthur Christophe Hugenschmidt , né à Paris le 22 septembre 1862 et mort dans cette même ville le 7 septembre 1929, était un chirurgien-dentiste français.
Il est réputé être un fils naturel de Napoléon III (1808-1873).

## Biographie
Déclaré à l'État civil comme le fils de Christophe Hugenschmidt (1826-1893), employé de la maison de l'empereur, et d’Élisabeth Hauger (1825-1915), Arthur Christophe Hugenschmidt serait, selon une rumeur rapportée notamment par l'historien des relations internationales Jean-Baptiste Duroselle, l'enfant de l'empereur des Français Napoléon III et de la comtesse de Castiglione, dont la liaison n'est cependant attestée que pour les années 1856 et 1857, ce qui amène Alain Decaux à exclure cette filiation.
Arthur Hugenschmidt, qui a le prince impérial (de 6 ans et 6 mois son aîné) pour compagnon de jeu, passe son enfance à l'hôtel Régina, qui était alors une annexe des Tuileries où logeaient des serviteurs impériaux.
Exilé en Angleterre après le désastre de 1870, Napoléon III demanda à son dentiste, l'américain Thomas W. Evans (1823-1897), de veiller à l'avenir de son fils illégitime. Installé à Paris depuis les années 1840, Evans avait déjà prouvé sa fidélité envers la famille impériale en aidant l'impératrice Eugénie à fuir la capitale après Sedan. Il accepta par conséquent d'enseigner sa science au jeune Arthur.
Après la mort du prince impérial en 1879, Eugénie demanda à rencontrer Arthur. Elle fut troublée de la parenté de ses traits avec ceux de son défunt fils et, en le voyant, s'écria : « Comme vous lui ressemblez ! » Elle restera en contact avec lui jusqu'à sa mort et lui fera cadeau de plusieurs objets, constituant ainsi le début d'une collection de souvenirs napoléoniens dont il fera don plus tard au musée du château de Malmaison.
Étudiant en médecine à la faculté de Paris ainsi qu'à l'Université de Pennsylvanie, qui attribua un prix à ses recherches en odontologie et en stomatologie, Arthur Hugenschmidt soutint sa thèse de doctorat en 1887. Continuant ses recherches à l'Institut Pasteur de 1894 à 1896, il devint également docteur de l'Université de Pennsylvanie. Associé au Dr. Evans, il ne reprit pas le cabinet de ce dernier (rue de la Paix) en 1897, il avait déjà le sien depuis 1893 au 23 bd Malesherbes.
Resté proche de la comtesse de Castiglione, bien que cette dernière n'ait jamais reconnu comme son fils celui qu'elle surnommait « l'enfant » et qu'elle aurait présenté à certains comme le fils naturel de l'impératrice Eugénie et du comte Aguado, il fut l'une des rares personnes qu'elle acceptait encore de voir à la fin de sa vie. Quand elle mourut, le 28 novembre 1899, il fut l'un des deux signataires de son acte de décès, dans lequel lui et le docteur J.-Pierre Janicot sont déclarés « amis » de la défunte.
Dentiste et ami de plusieurs personnalités des lettres et de la politique telles que Mallarmé, Lucien Daudet, Robert de Montesquiou, Gaston Doumergue, et Georges Clemenceau, il tint même auprès de ce dernier un rôle de conseiller ou de diplomate.
En 1918, Hugenschmidt servit ainsi d'intermédiaire entre Eugénie et Clemenceau, alors président du conseil, à l'occasion d'une affaire qui joua un rôle important en vue du retour de l'Alsace-Lorraine à la France après la Première Guerre mondiale. L'ancienne impératrice communiqua en effet au « Tigre » une lettre du roi de Prusse Guillaume Ier, datée du 26 octobre 1870, dans laquelle le futur empereur d'Allemagne affirmait à l'impératrice déchue qu'il revendiquait l'Alsace et la Lorraine comme simple glacis protecteur et non comme territoire allemand. Ce précieux document, transmis à Clemenceau par Hugenschmidt, facilita par conséquent la restitution inconditionnelle des provinces annexées, dont les parents légaux du chirurgien-dentiste étaient originaires.
Clemenceau s'est rendu au chevet du Dr Arthur C. Hugenschmidt malade le 5 décembre 1928.
Chevalier de la Légion d'honneur par décret du 13 janvier 1909, il fut promu officier de cet ordre le 27 février 1924.
Le Dr. Hugenschmidt a légué la clientèle de son cabinet de chirurgie dentaire du boulevard Malesherbes (n°23) au Dr. Léon Monier.

### Ouvrages
- Arthur Hugenschmidt, Des Complications infectieuses buccales et dentaires de la grippe pendant les épidémies de 1889-90 et 91-92, Bataille, Paris, 1892.
- Arthur Hugenschmidt, Des Injections tropacocaïniques comme anesthésique local en chirurgie buccale, Bataille, Paris, 1893.
- Arthur Hugenschmidt, Étude expérimentale des divers procédés de défense de la cavité buccale contre l'invasion des bactéries pathogènes, Steinheil, Paris, 1896.